# ألفرد جوزيف بيكر
ألفرد جوزيف بيكر (بالإنجليزية: Alfred Joseph Baker)‏ هو دلال ولاعب كرة قدم بريطاني (وحمل سابقاً جنسية المملكة المتحدة لبريطانيا العظمى وأيرلندا) في مركز الهجوم، ولد في 10 فبراير 1846، وتوفي في 3 يناير 1900. لعب مع Wanderers F.C. ‏.